# Simon Nicol
Simon John Breckenridge Nicol (13. října 1950, Muswell Hill, Londýn) je britský kytarista, zpěvák, multiinstrumentalista a hudební producent. Byl zakládajícím členem britské folk rockové skupiny Fairport Convention a jako jediný ze zakládajících členů ve skupině také zůstal. Byl též členem skupiny Albion Band a účastnil se mnoha hudebních projektů buď jako producent, spolupracující nebo sólový umělec. Během své hudební kariéry získal několik hudebních cen.